# RSIP
RSIP(Realm-Specific IP)는 NAT 및 NAPT의 새로운 대안으로 사용될 수 있는 IP 주소 변환 기술이다. RSIP는 하나의 공인 인터넷 주소 뒷단에 유지하고 있는 수많은 사설 인터넷 주소를 보호할 수 있게 해준다. RSIP는 공인 IP 주소와 포트를 사설 주소 영역 내에 위치한 RSIP 호스트에 빌려주는 구실을 한다. RSIP 클라이언트는 RSIP 서버에 등록 요청을 한다. RSIP 서버는 고유한 공인 IP 주소 또는 공유할 수 있는 공인 IP 주소 중 하나와 TCP/UDP 포트 셋을 차례로 전달하며, RSIP의 사설 IP 주소를 공인 IP 주소에 부여한다. RSIP 호스트는 외부 망으로 패킷을 보낼 때 이 공인 IP 주소를 사용한다. 패킷에는 공인 IP 주소와 사설 IP 주소 둘 모두가 들어있으며, RSIP 서버가 사설 IP 주소의 헤더는 떼어내고 공인 IP 헤더만을 유지 시킨 채 내보낸다. RSIP는 또한 서로 다른 사설 IP 주소가 부여된 네트워크 간에 트래픽을 중계하는 데 사용될 수 있다.

## IETF 참조
- RFC 3102 - Realm Specific IP: Framework
- RFC 3103 - Realm Specific IP: Protocol Specification
- RFC 3104 - RSIP Support for End-to-end IPsec

## 같이 보기
- 상호 연결 확립
- STUN
- SOCKS
- 유니버설 플러그 앤 플레이